# Gran Premio de Maikop
El Gran Premio de Maikop es una carrera profesional femenina de ciclismo en ruta de de un día que se realiza en Rusia.
La carrera fue creada en el 2012 como parte del Calendario UCI Femenino como competencia de categoría 1.2.

## Palmarés
| Año  | Ganador             | Segundo             | Tercero             |
| ---- | ------------------- | ------------------- | ------------------- |
| 2012 | Anastasiya Chulkova | Oxana Kozonchuk     | Alexandra Chekina   |
| 2013 | Natalja Bojarskaja  | Anastasiya Chulkova | Ekaterina Malomoura |
| 2014 | Yulia Iliynikh      | Anastasiya Chulkova | Elena Utrobina      |
| 2015 | Anastasia Iakovenko | Svetlana Kuznetsova | Galina Chernyshova  |

## Palmarés por países
| País  | Victorias |
| ----- | --------- |
| Rusia | 4         |